# Grevillea banksii

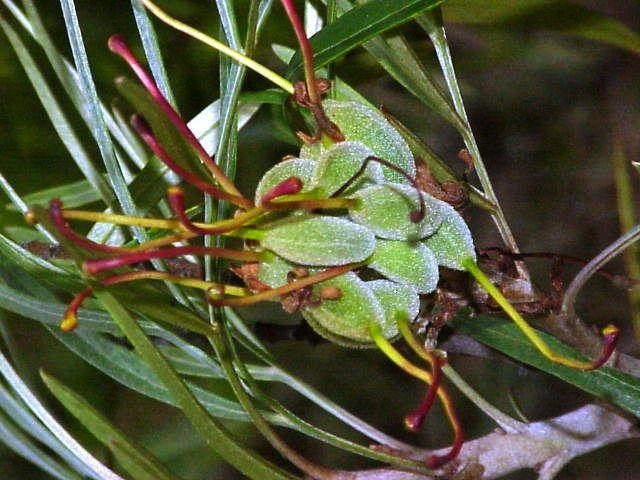
Früchte

Die Grevillea banksii ist eine in Australien heimische Pflanzenart aus der Gattung der Grevilleen (Grevillea) in der Familie der Silberbaumgewächse (Proteaceae).

## Beschreibung
Die Pflanze wächst als Strauch oder kleiner Baum und erreicht Wuchshöhen bis zu 7 Metern. Die silbrig-grünen Laubblätter sind gefiedert mit 3 bis 11 tiefgeteilten Fiederblättchen. Die einzelnen Fiederblättchen sind linealisch bis lanzettförmig, 5 bis 10 cm lang und etwa 1 cm breit.
Die Blüten sind hellrot bis cremeweiß; sie stehen endständig in bis zu 15 cm langen Blütenständen. Grevillea banksii blüht die meiste Zeit des Jahres über, hauptsächlich aber im Winter und Frühling.

## Verbreitung
Die Grevillea banksii ist im australischen Queensland heimisch. Ihre Vorkommen reichen im Küstenbereich von Ipswich bis Yeppoon.

## Nutzung
Die Grevillea banksii war früher eine beliebte Zierpflanze, von der viele Sorten in Kultur waren. Mittlerweile ist sie aus dieser Rolle jedoch durch neuere Grevillea-Hybriden mit kleinerem Wuchs bzw. auffälligerer oder länger anhaltender Blütenpracht verdrängt worden.

## Systematik
Die Erstbeschreibung von Robert Brown wurde 1810 veröffentlicht. Das Artepitheton banksii wurde zu Ehren des englischen Botanikers Joseph Banks gewählt.